# Nounsley
Nounsley is een gehucht, liggend aan de rivier Ter, in het district Braintree in het Engelse graafschap Essex. Het dorp omvat 7 straten en heeft één café.

Het enige openbaar vervoer dat het dorp aandoet is buslijn 73 van First.